# Stephanie Ochs
Stephanie Elise Ochs (* 29. August 1990 in San Diego, Kalifornien) ist eine ehemalige US-amerikanische Fußballspielerin.

## Karriere

### Verein

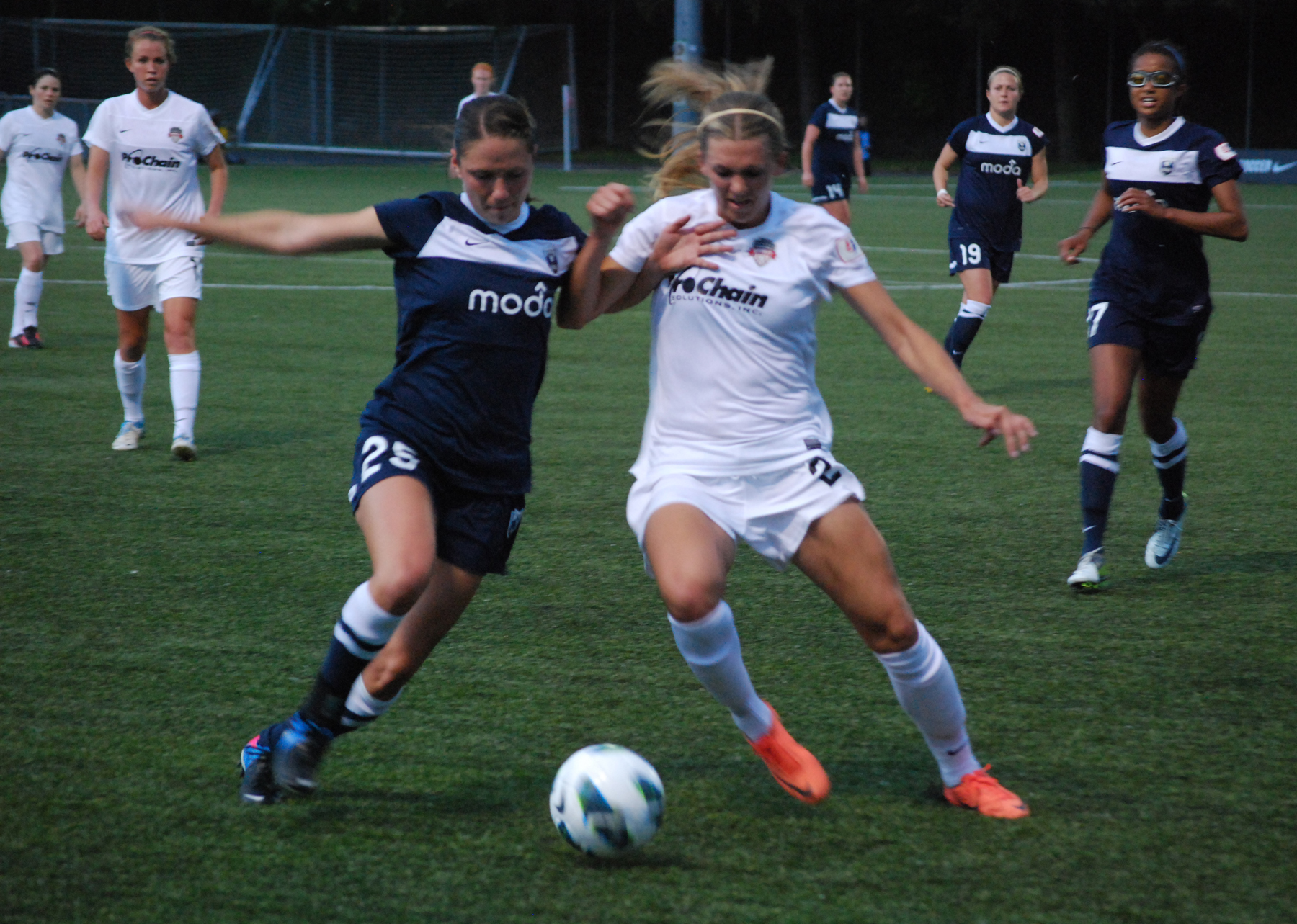
Ochs (rechts) im Zweikampf mit Kiersten Dallstream (2013)

Während des College-Drafts zur WPS-Saison 2012 wurde Ochs an dritter Stelle von den Boston Breakers verpflichtet, die komplette Liga wurde jedoch noch vor Saisonstart aufgelöst. Daher schloss sie sich dem Team der Western New York Flash in der WPSL Elite an, mit dem sie am Saisonende die Meisterschaft erringen konnte.
Ochs wurde Anfang 2013 beim sogenannten Supplemental-Draft zur neugegründeten NWSL an Position eins von der Franchise der Washington Spirit verpflichtet. Ihr Ligadebüt gab sie am 14. April 2013 gegen die Boston Breakers und stand auch danach in allen Ligaspielen Washingtons auf dem Feld. Am 10. September 2013 gab der australische Erstligist Canberra United die leihweise Verpflichtung Ochs’ bekannt. Nach Ende der australischen Saison 2013/14 kehrte Ochs in die USA zurück und schloss sich den neugegründeten Houston Dash an, mit denen sie in der Saison 2014 den letzten Tabellenplatz belegte. Im September 2014 kehrte sie auf Leihbasis nach Canberra zurück und gewann dort die australische Meisterschaft 2014. Im Juni 2017 wechselte Ochs bis zum Saisonende zur Franchise der North Carolina Courage. Nachdem sie zu Saisonbeginn 2018 keinen neuen Vertrag erhalten hatte, beendete sie ihre Karriere im Mai 2018.

### Nationalmannschaft
Ochs war Teil der US-amerikanischen U-23-Nationalmannschaft, mit der sie im Jahr 2013 das Viernationenturnier in La Manga gewinnen konnte.

## Erfolge
- 2012: Meisterschaft in der WPSL Elite (Western New York Flash)
- 2013: Gewinn des Viernationenturnier in La Manga (USA U-23)
- 2014: Australische Meisterschaft (Canberra United)